# Vívás az 1948. évi nyári olimpiai játékokon
Az 1948. évi nyári olimpiai játékokon vívásban hét versenyszámot rendeztek. Férfi vívásban mindhárom fegyvernemben tartottak egyéni és csapatversenyeket is, női vívásból csak a tőr egyéni verseny szerepelt a hivatalos programban.

## Éremtáblázat
(Magyarország eltérő háttérszínnel, az egyes számoszlopok legmagasabb értéke, vagy értékei vastagítással kiemelve.)
| Az 1948. évi nyári olimpiai játékok éremtáblázata vívásban | Az 1948. évi nyári olimpiai játékok éremtáblázata vívásban | Az 1948. évi nyári olimpiai játékok éremtáblázata vívásban | Az 1948. évi nyári olimpiai játékok éremtáblázata vívásban | Az 1948. évi nyári olimpiai játékok éremtáblázata vívásban | Olimpia  |
| ---------------------------------------------------------- | ---------------------------------------------------------- | ---------------------------------------------------------- | ---------------------------------------------------------- | ---------------------------------------------------------- | -------- |
|                                                            | Ország                                                     | Arany                                                      | Ezüst                                                      | Bronz                                                      | Összesen |
| 1.                                                         | Franciaország (FRA)                                        | 3                                                          | 1                                                          | 0                                                          | 4        |
| 2.                                                         | Magyarország (HUN)                                         | 3                                                          | 0                                                          | 2                                                          | 5        |
| 3.                                                         | Olaszország (ITA)                                          | 1                                                          | 4                                                          | 1                                                          | 6        |
|                                                            |                                                            |                                                            |                                                            |                                                            |          |
| 4.                                                         | Dánia (DEN)                                                | 0                                                          | 1                                                          | 0                                                          | 1        |
| 4.                                                         | Svájc (SUI)                                                | 0                                                          | 1                                                          | 0                                                          | 1        |
|                                                            |                                                            |                                                            |                                                            |                                                            |          |
| 6.                                                         | Ausztria (AUT)                                             | 0                                                          | 0                                                          | 1                                                          | 0        |
| 6.                                                         | Belgium (BEL)                                              | 0                                                          | 0                                                          | 1                                                          | 0        |
| 6.                                                         | Svédország (SWE)                                           | 0                                                          | 0                                                          | 1                                                          | 0        |
| 6.                                                         | Egyesült Államok (USA)                                     | 0                                                          | 0                                                          | 1                                                          | 0        |
|                                                            |                                                            |                                                            |                                                            |                                                            |          |
| Összesen                                                   | Összesen                                                   | 7                                                          | 7                                                          | 7                                                          | 21       |

## Érmesek

### Férfi
| Az 1948. évi nyári olimpiai játékok férfi érmesei vívásban | | | |
| Versenyszám                                                | Arany | Ezüst | Bronz |
| tőr, egyéni                                                | Jéhan de Buhan · Franciaország (FRA)                                                                                     | Christian d’Oriola · Franciaország (FRA)                                                                                                   | Maszlay Lajos · Magyarország (HUN) |
| kard, egyéni                                               | Gerevich Aladár · Magyarország (HUN)                                                                                     | Vicenzo Pinton · Olaszország (ITA) | Kovács Pál · Magyarország (HUN) |
| párbajtőr, egyéni                                          | Luigi Cantone · Olaszország (ITA)                                                                                        | Oswald Zappelli · Svájc (SUI) | Edoardo Mangiarotti · Olaszország (ITA)                                                                                                  |
| tőr, csapat                                                | Franciaország (FRA) · André Bonin · Christian d’Oriola · Jéhan de Buhan · René Bougnol · Jacques Lataste · Adrien Rommel | Olaszország (ITA) · Renzo Nostini · Manlio Di Rosa · Edoardo Mangiarotti · Giuliano Nostini · Giorgio Pellini · Saverio Ragno              | Belgium (BEL) · Georges de Bourguignon · Henri Paternóster · Édouard Yves · Raymond Bru · André Van De Werve De Vorsselaer · Paul Valcke |
| kard, csapat                                               | Magyarország (HUN) · Gerevich Aladár · Kárpáti Rudolf · Kovács Pál · Berczelly Tibor · Rajcsányi László · Papp Bertalan  | Olaszország (ITA) · Gastone Darè · Carlo Turcato · Vincenzo Pinton · Mauro Racca · Renzo Nostini · Aldo Montano                            | Egyesült Államok (USA) · Norman Armitage · George Worth · Tibor Nyilas · Dean Cetrulo · Miguel de Capriles · James Flynn                 |
| párbajtőr, csapat                                          | Franciaország (FRA) · Henri Guérin · Henri Lepage · Marcel Desprets · Michel Pécheux · Maurice Huet · Édouard Artigas    | Olaszország (ITA) · Edoardo Mangiarotti · Carlo Agostoni · Fiorenzo Marini · Marco Antonio Mandruzzato · Luigi Cantone · Dario Mangiarotti | Svédország (SWE) · Carl Forssell · Arne Tollbom · Sven Thofelt · Bengt Ljungquist · Frank Cervell · Per Carleson                         |

### Női
| Az 1948. évi nyári olimpiai játékok női érmesei vívásban |                                 |                              |                                     |
| Versenyszám                                              | Arany                           | Ezüst                        | Bronz                               |
| tőr, egyéni                                              | Elek Ilona · Magyarország (HUN) | Karen Lachmann · Dánia (DEN) | Ellen Müller-Preis · Ausztria (AUT) |

## Magyar részvétel
Az olimpián tizennyolc – tizenöt férfi és három nő – képviselte Magyarországot. Férfi vívóink közül mindenki legalább egy versenyszámban az első öt között végzett. A magyar vívók összesen
- három első,
- két harmadik,
- két ötödik és
- egy hatodik

helyezést értek el, és ezzel harmincnégy olimpiai pontot szereztek.
Az érmet szerzett vívókon kívül pontszerző helyen végzett:
- 5. helyezettek:
  - párbajtőr csapat (Balthazár Lajos, Bay Béla, Dunay Pál, Hennyey Imre, Mikla Béla, Rerrich Béla)
  - tőr csapat (Bay Béla, Dunay Pál, Gerevich Aladár, Hátszegi-Hatz József, Palócz Endre, Maszlay Lajos)
- 6. helyezett:
  - Elek Margit, tőr, egyéni

Nem került az első hat közé:
- Berczelly Tibor, kard, egyéni
- Dunay Pál, párbajtőr egyéni
- Hátszegi-Hatz József tőr, egyéni
- Hennyey Imre, párbajtőr, egyéni
- Kun Éva, tőr, egyéni
- Mikla Béla, párbajtőr, egyéni
- Palócz Endre, tőr, egyéni